# Jardín Botánico de la Universidad de Düsseldorf

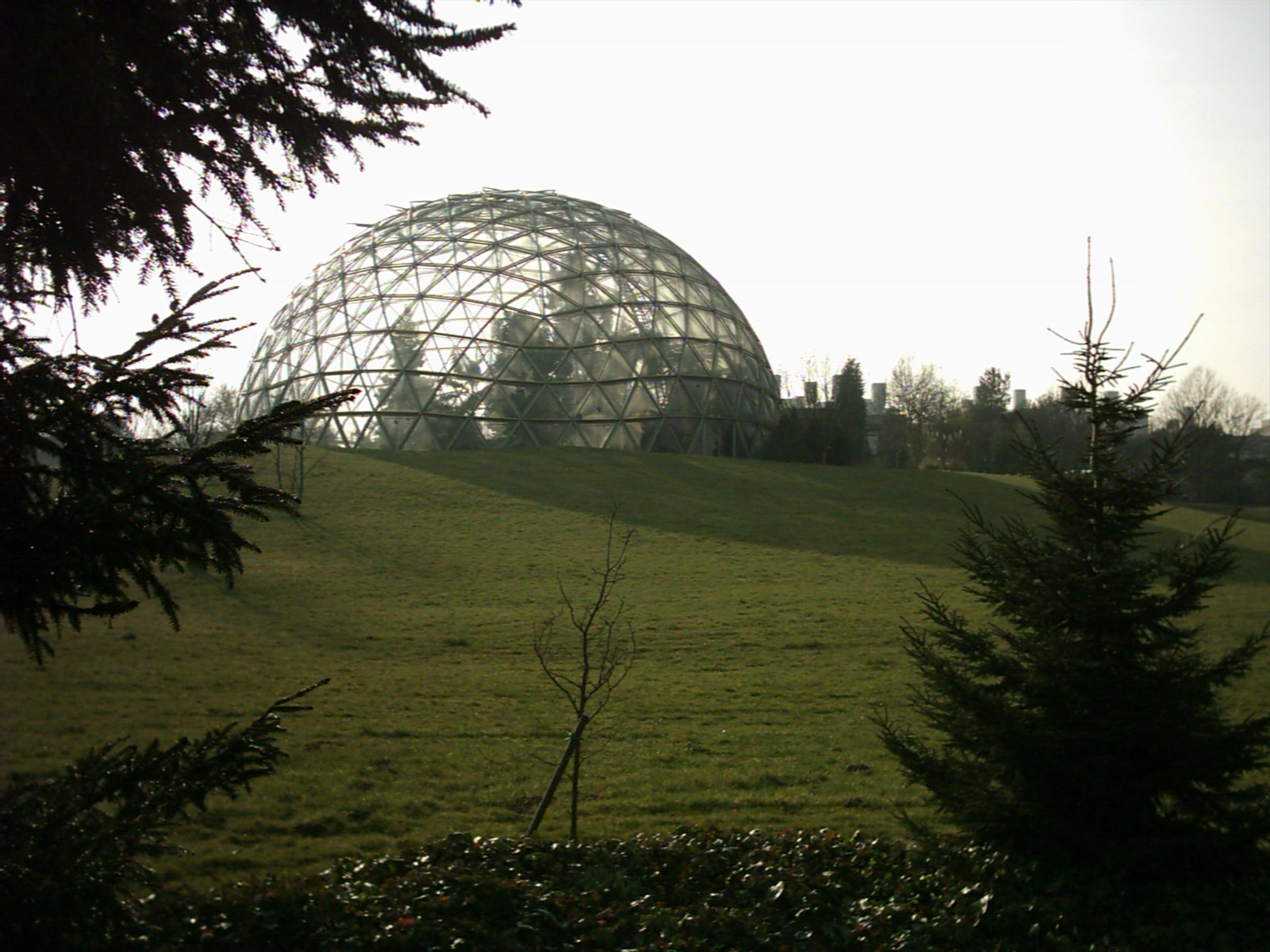
El prado de las flores silvestres y la Cúpula al fondo, en el jardín botánico de Düsseldorf.

El Jardín Botánico de la Universidad de Düsseldorf en alemán : Botanischer Garten der Universität Düsseldorf, es un jardín botánico que depende administrativamente de la Universidad de Düsseldorf Heinrich Heine. Su código de identificación internacional como institución botánica, así como las siglas de su herbario es DUSS.

## Localización
El Botanische Garten Düsseldorf se encuentra situado en el sur de Düsseldorf debido al recodo que hace el Rin. Pertenece administrativamente a la Universidad de Düsseldorf Heinrich Heine y en concreto por el Instituto de Botánica.
Botanischer Garten der Universität Düsseldorf, Universitatstrasse 1, Düsseldorf, Alemania - Deutschland
- Teléfono: 49 (0)211 311 2402

## Historia
Este jardín botánico fue creado en 1974, y abierto al público en 1979.

## Colecciones
Este jardín botánico alberga más de 6 000 especies de plantas procedentes de todo el mundo.
El tamaño del terreno despejado para exhibiciones, asciende a 7 hectáreas. Aparte de las zonas con reparto de plantas de tipo geográfico, morfológico, sistemático y ecológico.
- Exhibición en agrupaciones de tipo geográfico
  - Alpinum
  - Centroeuropa
  - Cáucaso
  - Noreste de Asia
  - Japón
  - China
  - Norteamérica
  - Suramérica
- Exhibición por agrupaciones de tipo ecológico
  - Brezal
  - Pantano
  - Dunas
  - páramo-Pinar
  - Prado en otoño
  - Prado de flores silvestres

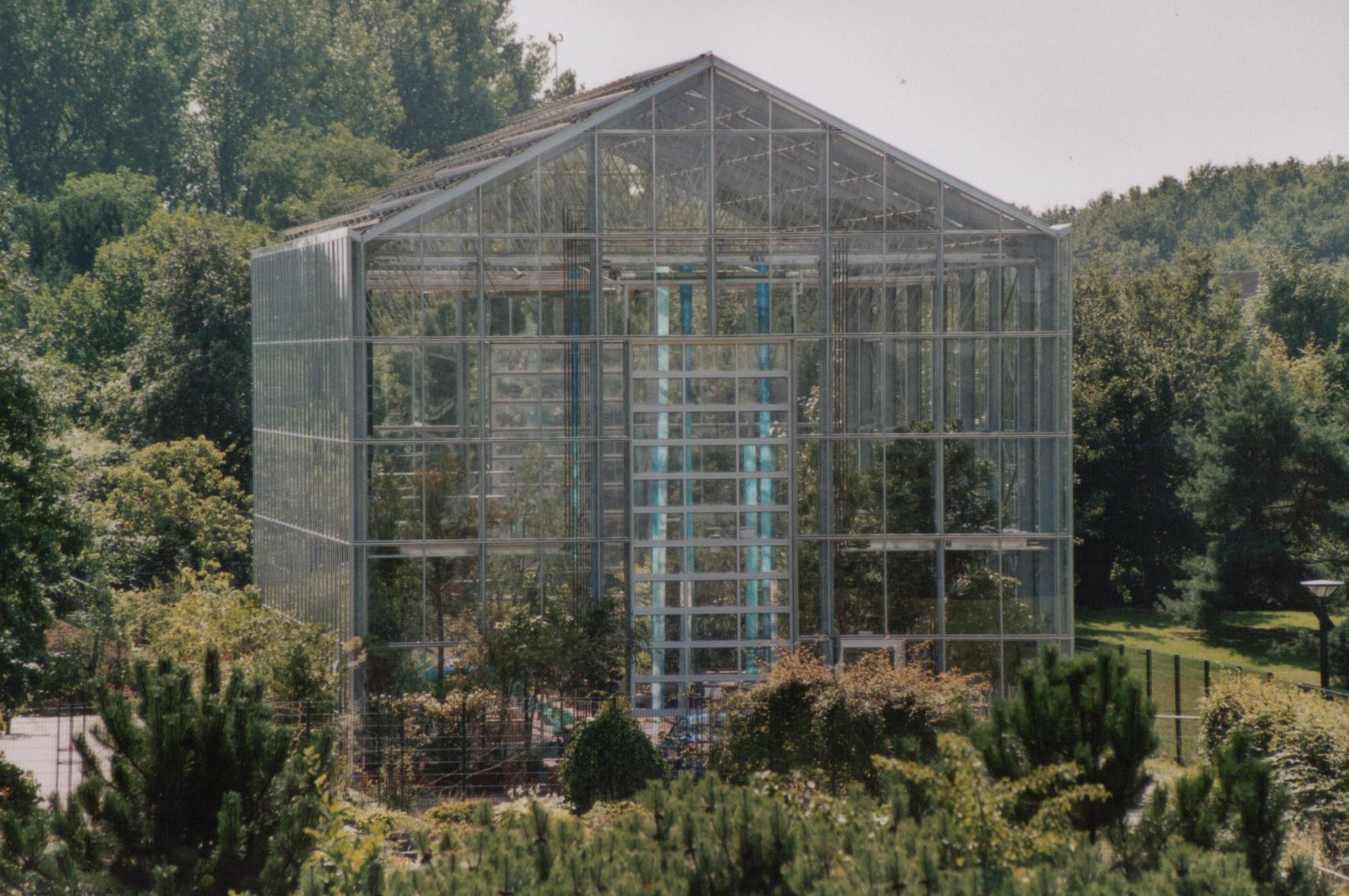
Orangerie-invernadero.

- Otras exhibiciones se encuentran agrupadas en :
  - Muestra Sistemática de plantas
  - Plantas medicinales
  - Flora apícola
  - Huerto
  - Coníferas de las islas
  - Flores de verano
  - Rocalla y campo de lavas
  - Plantas de zonas áridas
  - Muestra de plantas según su morfología
  - Plantas amenazadas
  - Jardín del desierto
  - Plantas carnívoras
- La Cúpula ("Kuppelbau")